# Hidemi Jinushizono
Hidemi Jinushizono (født 14. april 1989) er en tidligere japansk fodboldspiller.
Han har spillet for flere forskellige klubber i sin karriere, herunder FC Gifu.